# 杜力
艾瑞克（Matthew Eric Candler），藝名杜力（Dooley），是一名美國在台電視名人、歌手。

## 生平
杜力來自亞利桑那州鳳凰城。父親是位牧師，杜力亦因此從小在教會演唱，高中時參加合唱團。大學畢業後，他在表哥介紹下抵達台灣，最先在嘉義擔任補習班英語老師。在台灣第4年，他錄取國立成功大學的獎學金方案，在兩地往返下完成企業管理系碩士學位。
任職補習班期間，他亦受友人之邀加入獨立放克樂團The Money Shot Horns（風格化為The Money $hot Horns），擔任主唱。樂團在不少大型活動及音樂節演出，包括春吶。樂團演出使他受到經紀公司注意，離開教職後，他陸續在義大世界和澳門的賭場分別駐唱兩年。
杜力2010年參加《金曲超級星》。2014年起他以談話節目《二分之一強》固定來賓的身分在電視上打開知名度。他與夢多共同主持LINE Today臺灣原創網路節目《老外調查團》，節目第一季2021年12月17日首播。
2021年，他創立「星創有限公司」，主要辦理音樂及活動企劃；他表示創業的原因來自友人所遭遇對非裔的種族歧視。
2022年，杜力推出巧克力品牌「杜克力 Duké Chocolate」。品牌以源自馬丘比丘單一產區莊園的可可豆為噱頭，並採網路行銷。同年11月，他在臺北網紅嘉年華上推銷其巧克力產品，並擔任活動的共同主持。

## 外部連結
- 星創娛樂
- 杜力的Facebook專頁
- 杜力的Instagram帳戶
- YouTube上的杜力頻道